# Mia och Klara
Mia och Klara är en humorserie med Mia Skäringer och Klara Zimmergren som visades på SVT hösten 2007 med premiär 5 september. Serien regisserades av Dan Zethraeus och produceras av Lars Säfström och fick en uppföljare under våren 2009. 
I serien får tittarna se hur figurerna från duons radioserie Roll on ser ut. Samtliga figurer från radioserien ryms dock inte i TV-serien. Mia och Klara spelar även sig själva och i varje tv-avsnitt får man se hur de mer eller mindre förföljer olika män. Dessa inslag varvas med historier om deras övriga figurer: nätverksteknikern Rolle, frisören Gulletussan, tatueraren Tabita, butiksbiträdena Mona och Ansi samt bakåtsträvaren Viveka Andebratt. Nyproducerade videoinslag med Tabita förekommer i Skäringers pratprogram Mia på Grötö.

## DVD
Första säsongen gavs ut på DVD 2008, den andra kom 2009. Senare gavs båda säsongerna ut i samma box 2011. 